# Francisco Gómez Portocarrero
Francisco Gómez Portocarrero (* Eloy Alfaro, 24 de septiembre de 1977). es un futbolista ecuatoriano que juega de defensa central.

## Clubes
| Club                  | País    | Año       |
| --------------------- | ------- | --------- |
| Audaz Octubrino       | Ecuador | 1995      |
| Liga de Cuenca        | Ecuador | 1996      |
| Toluca                | México  | 1997      |
| Veracruz              | México  | 1997-1998 |
| Angeles Puebla        | México  | 1999-2000 |
| Irapuato              | México  | 2000-2001 |
| Oaxaca FC             | México  | 2002      |
| Veracruz              | México  | 2003      |
| ESPOL                 | Ecuador | 2004-2005 |
| Esmeraldas Petrolero  | Ecuador | 2006      |
| Liga de Portoviejo    | Ecuador | 2007      |
| Emelec                | Ecuador | 2007-2008 |
| Aucas                 | Ecuador | 2008      |
| Aucas                 | Ecuador | 2008      |
| Manta FC              | Ecuador | 2009      |
| Técnico Universitario | Ecuador | 2010      |
| Espoli                | Ecuador | 2011      |
| Águilas               | Ecuador | 2012      |